# Brabira artemidora
Brabira artemidora là một loài bướm đêm trong họ Geometridae.